# Paavo Puurunen
Paavo Puurunen, född den 18 augusti 1973, är en finländsk före detta skidskytt som var aktiv mellan åren 1984 och 2011. 
Puurunens största framgångar kom vid mästerskap. Hans enda seger är från VM 2001 i slovenska Pokljuka där han vann distansloppet. Hans andra pallplats i karriären äräven den vid ett mästerskap nämligen när han blev trea i jaktstart vid VM 2003.
Puurunen deltog i tre olympiska spel och bäst gick det vid OS 2006 i Salt Lake City där han slutade fyra i masstart.